# Gabriel Badilla
Gabriel Badilla (San José, 30 juni 1984 – Santa Ana, 20 november 2016) was een Costa Ricaanse profvoetballer. Hij kwam uit voor Deportivo Saprissa en New England Revolution

## Loopbaan
Badilla was een verdediger en speelde zijn eerste interland op 19 juni 2005 tegen China. Hij maakt deel uit van de selectie voor het wereldkampioenschap voetbal 2006 en speelde 24 interlands, waarin hij eenmaal tot scoren kwam.
Badilla overleed in 2016 op 32-jarige leeftijd toen hij tijdens een tienkilometerloop werd getroffen door hartfalen.